# Pic Stewart (Colombie-Britannique)
Le pic Stewart est un sommet du chaînon Cheam, situé dans le Sud-Ouest de la Colombie-Britannique, au Canada, près de Chilliwack. Il est situé à l'ouest du pic Still et à l'est du pic Baby Munday. La montagne doit son nom à l'un des partenaires de la société d'ingénierie Foley, Welch et Stewart, qui a construit et exploité la mine Lucky Four Copper située près du sommet. Les sommets à proximité portent également le nom des autres partenaires (pic Foley et pic Welch).
À l'origine, les pics Stewart, Foley et Welch ont été dénommés ainsi par Arthur Williamson, de Vancouver, surintendant de la mine Lucky Four Copper, ouverte par Stewart et Welch en 1917. Les noms ont été officiellement adoptés le 30 mai 1946, en tant que « nom bien établi dans la communauté des alpinistes » (avis de mars 1944 de W.H. Matthews, Club alpin canadien, dossiers M.2.40 et C.1.50).